# Mumindalen
Mumindalen (finska: Muumilaakso) kallas den fiktiva plats där Tove Janssons berättelser om Mumintrollen huvudsakligen utspelar sig kring. Dalen är för det mesta en lugn och fridfull plats, vars mittpunkt är det cylinderformade flervåningshuset som Muminfamiljen bor i.

## Geografi
Hur Mumindalen ser ut framgår ganska tydligt i böckerna, eftersom Tove Jansson i några av dem har ritat översiktsbilder över dalen. Man får visserligen tänka sig att dessa illustrationer inte är helt skalenliga och inte heller att de visar allt som finns i Mumindalen, för det beskrivs vissa saker i texten som inte finns med i bilderna. Bilderna är mer som en orientering för läsaren än riktiga kartor.
Genom dalen rinner en flod, som svänger från nordost mot sydost. Nära Muminhuset finns en bro över floden, och vid bron finns också familjen Mumins brevlåda. Mumindalen avgränsas i öster av Ensliga bergen, en väldigt hög bergskedja som för många framstår som en okänd och aningen skrämmande plats. Kring bergskedjan brukar vanligen monstret Mårran hålla till och i boken Kometen kommer får man även veta att det finns ett observatorium där.
I väster finns ett skogsparti och bortom det en sandstrand och havet. En brygga leder ut till Muminfamiljens badhus, som senare Too-ticki bosätter sig i. Vid stranden finns också ett mindre berg med en grotta, som Sniff hittade i Kometen kommer. Ute i havet utanför Mumindalen finns Hattifnattarnas ö. Norr och söder om Mumindalen finns andra dalar. Eftersom Mumindalen är försänkt i nattmörker i flera dygn i Trollvinter, får man anta att dalen ligger någonstans norr om norra polcirkeln.

## Byggnader

### Muminhuset
I Mumindalen hittar man bland annat Muminhuset, som Muminpappan för längesedan själv har byggt. Det är ett flera våningar högt, runt hus och troligtvis den mest framstående byggnaden i dalen. Den runda formen är inspirerad av kakelugnar, eftersom mumintroll i gamla tider bodde i eller bakom sådana. Muminfamiljen har också en vedbod och odlar vissa växter i trädgården för husbehov, bland annat tobak. I huset bor förutom Muminfamiljen även Sniff och i senare volymer av böckerna Lilla My, sedan hon adopterades av Muminpappan.
Modeller av Muminhuset återfinns i museet Mumindalen i Tammerfors, där det byggdes av Tove Jansson och hennes vänner (men av en förklarlig anledning dock inte har en rund form) samt i mänsklig storlek i Muminvärlden i Nådendal, där det är blåmålat och påminner mer om hur det såg i den framgångsrika japanska animerade TV-serien.

### Andra hus
I den japanska animerade TV-serien bor syskonen Snorken och Snorkfröken tillsammans i ett gult hus som är bredare men inte lika högt som Muminhuset. Snusmumriken bor i sitt tält lite varstans (i den animerade TV-serien förblir tältet dock oftast vid floden nära bron), likt sin far Joxaren. Sedan Hemulen fick intresse för botanik bor han i ett litet hus med en stor trädgård där han planterat alla växter han hittat under sina resor.

## Invånare
| Figurer som bor i Muminhuset - Mumintrollet - Muminmamman - Muminpappan - Sniff (tidigare i en jordkula) - Lilla My (tidigare tillsammans med Mymlan) - Snusmumriken delar ibland rum med Mumintrollet - Snorken - Snorkfröken - Tofslan och Vifslan - Hemulen | Muminfamiljens närmsta vänner - Snusmumriken (eget tält, en vagabond ) - Mymlan (eget hus) - Too-ticki (Muminfamiljens badhus) | Dalens övriga invånare - Stinky (oklart var han bor) - Filifjonkan (eget hus) - Hemulen (eget hus) och andra hemuler Figurer utanför dalen (mest återkommande) - Mårran - Hattifnattar |